# Anton Pichler
Anton Pichler (4 de outubro de 1955) é um ex-futebolista austríaco. Ele competiu na Copa do Mundo FIFA de 1982, sediada na Espanha, na qual a seleção de seu país terminou na oitava colocação dentre os 24 participantes.